# Balduí II de Courtenay
Balduí II de Courtenay   (Constantinoble, 1217 (Gregorià) - Nàpols, 1273) o Balduí II de Constantinoble, fou el darrer emperador llatí. Era de la casa de Courtenay i fill de l'emperador Pere II de Courtenay i de Violant de Flandes, comtessa de Flandes.

## Emperador
Va succeir el 1228 al seu germà Robert I de Courtenay sota la regència de Joan de Brienne, comte de la Marca (Marche) i rei de Jerusalem.

### Regència de Joan de Brienne
Balduí II de Courtenay va succeir el 1228 al seu germà Robert I de Courtenay sota la regència de Joan de Brienne. Després de la desastrosa derrota del despotat de l'Epir pel Segon Imperi Búlgar en la batalla de Klokòtnitsa de 1230, l'amenaça epirota a l'Imperi Llatí va ser eliminada i l'Imperi de Nicea va començar a conquerir de territoris a Grècia. L'emperador Joan III Ducas Vatatzes de Nicea va celebrar una aliança amb Bulgària, que el 1235 va donar lloc a una campanya conjunta contra l'Imperi Llatí que va arribar a assetjar Constantinoble sense èxit.

## Caiguda de l'Imperi Llatí
L'imperi estava amenaçat per Ivan II Assèn de Bulgària i per Joan III Ducas Vatatzes, emperador de Nicea, que el 1234 es van aliar contra ell. Joan de Brienne va aconseguir rebutjar l'atac per terra i mar dels búlgars i els grecs, però va morir poc temps després.
El 1237 Assèn i Vatatzes van tornar a atacar la capital, defensada ara per Jofre II de Villehardouin, príncep d'Acaia, mentre l'emperador era a Europa demanant suport a les corts occidentals (França, Anglaterra i els estats italians). Inicialment no va aconseguir res però després de molts esforços, va obtenir un cert suport de Lluís IX de França (Sant Lluís), de l'emperador Frederic II i del papa Gregori IX; Lluís IX li va donar una forta quantitat de diners a canvi de diverses relíquies. Del 1237 al 1238 fou comte de Namur que després va passar a la corona francesa. Va deixar el seu fill Felip a Venècia, en garantia d'un deute, i va tornar a Constantinoble on, amb ajut dels francesos, va aconseguir rebutjar Vatatzes.
A principis de 1241, mentre l'Imperi llatí assetjava la fortalesa nicea de Tzouroulos a l'est de Tràcia, Joan III va atacar les fortaleses llatines al nord de Nicomèdia. Amb la seva flota acompanyant l'exèrcit, va capturar Dakibyza i Niketiatou però la flota nicea es va trobar amb una flota de la República de Venècia que havia sortit de Constantinoble, i va patir una forta derrota en una batalla davant les muralles de la ciutat.
El 1243 va fer aliança amb els turcs seljúcides, però això no fou de gran utilitat i va haver de demanar un altre cop ajut a les corts occidentals.
El 1245 va assistir al concili de Lió I per, tot seguit, retornar a Grècia amb una feble ajuda, que no fou suficient contra les forces de Miquel VIII Paleòleg, ara emperador de Nicea. La nit del 15 de juliol del 1261 el general Aleix Estrategopul, va ocupar Constantinoble i Balduí va fugir a Itàlia.

## Tractat de Viterbo
El 1270 va convèncer Carles I d'Anjou, rei de Nàpols, de fer una expedició contra Miquel VIII Paleòleg. Lluís IX de França també li va prometre suport, però la mort d'aquest a Tunis va acabar amb les esperances.
El 1267 va anar al sud d'Itàlia, a la cort de Carles d'Anjou, on el maig del mateix any Balduí va signar el tractat de Viterbo amb el qual Carles va es comprometria a armar un exèrcit i una marina amb el propòsit de restaurar l'Emperador, a canvi dels drets sobre el Principat d'Acaia; però la reconciliació del bizantí Basileus Miquel VIII amb l'Església Catòlica va fer que el projecte fracassés. Arran d'això, l'emperador i el seu fill Felip van viure permanentment a la cort de Carles d'Anjou. El juliol de 1273 la cort era a Florència amb el Papa Gregori X. L'octubre de 1273, segons el Chronicon Guillelmi de Nangiaco, Felip, el fill de Balduí (Emperador Baduino...Philippus eiusdem filius) es va casar amb Philippa Beatrice, filla de Carlo (filiam Karoli regis Siciliæ): les noces es van celebrar a Foggia.
Pocs dies després Baldovino va morir a Barletta, a l'església mare de la qual serà enterrat. La informació ens es transmet a partir d'una carta escrita per Carles I d'Anjou a Maroldo de Curtesio de Barletta el 27 d'octubre de 1273, que diu:
| «                   | Prescrivint la vostra fidelitat, manem fins a Felip de la Santa Creu, un soldat, etc. a la seva pròpia requisa dels marbres de la Cúria que són a prop teu en quantitats suficients per a la construcció d'una determinada tomba a Barulo, on s'ha assignat el cos de Balduí, un cop emperador de Constantinoble, clarament recordat a les seves memòries. De manera semblant, es va escriure una novel·la al Mestre Jurator de Sypont sobre l'assignació al mateix Felip dels marbres de Manfred Malette, abans conegut com a Comte Chamberrii, existents a Sypont. | » |
| — Carles I d'Anjou, | |   |

Va deixar un fill, Felip de Courtenay, nascut de la seva dona Maria de Brienne, filla de Joan de Brienne.